# Waste Isolation Pilot Plant
Das Waste Isolation Pilot Plant (WIPP) ist ein Endlager für radioaktive Abfälle, das in einer Salzformation in der Nähe von Carlsbad im US-amerikanischen Bundesstaat New Mexico errichtet wurde. Die Anlage dient der Entsorgung von Abfällen aus militärischer Kernenergienutzung mit hohem Gehalt an Alphastrahlern (sogenannter Transuranabfall).
Seit 1955 wurden in den USA Salzformationen für die Einlagerung radioaktiver Abfälle in Betracht gezogen. Mit dem Bau der WIPP wurde 1980 begonnen. Im März 1999 wurde die Anlage mit der ersten Anlieferung von radioaktiven Abfällen des Los Alamos National Laboratorys in Betrieb genommen. Seitdem werden dort in rund 650 m Tiefe die Transuranabfälle aus neun mit militärischen Aufgaben befassten US-Anlagen (Rocky Flats, Los Alamos National Laboratory, Idaho National Laboratory, Hanford Site u. a.) eingelagert.

## Standort
WIPP befindet sich in einem sehr dünn besiedelten Gebiet, der Landkreis des Standorts Eddy County hat eine Bevölkerungsdichte von 5 Personen pro Quadratkilometer.

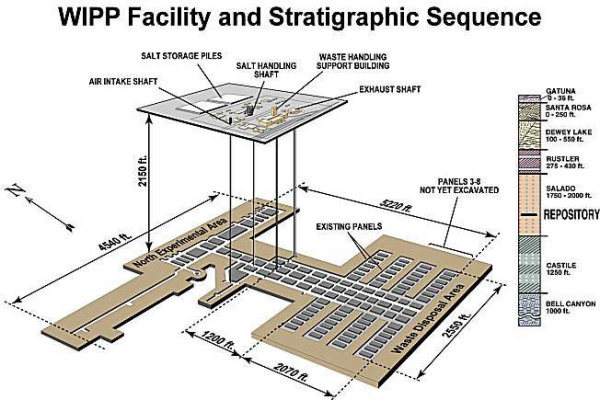
Grafik der Anlage

Der Einlagerungsbereich besteht aus acht Feldern (Panels) mit jeweils sieben Streckenkammern (Rooms) in einer 530 m – 610 m mächtigen Salzablagerung. Die Einlagerungskapazität beträgt rund 180.000 m³. Eingelagert werden sollen insgesamt ca. 300 Mio. GBq, die Aktivität entfällt jedoch nicht nur auf Transurane. Kritiker bemängeln unter anderem, dass die Salzschicht nicht vollständig trocken ist.

## Warnmonument
Für WIPP wurden 2004 Planungen aktualisiert, die ursprünglich für den anderen US-Atommüll-Endlager-Standort, Yucca Mountain in Nevada, erstellt wurden. Für eine Warnung vor den Gefahren des Atommülls an Menschen über viele Generationen hatte bereits 1981 eine Arbeitsgruppe eine Konzeption entworfen, die nach Prinzipien der so genannten Atomsemiotik angelegt wurde. Dazu soll eine großflächige Anlage auf der Oberfläche über dem Endlager errichtet werden: Der Entwurf sieht 32 Monolithe vor, die ein Quadrat bilden, in dessen Innerem 3 Kilometer lange Erdwälle 16 weitere Monolithe einschließen. Auf diesen steht in Englisch, Spanisch, Russisch, Französisch, Chinesisch, Arabisch und Navajo: Hier liegt gefährlicher radioaktiver Abfall. Auf keinen Fall graben oder bohren. Im Zentrum sind detailliertere Informationen zusammen mit Comic-artigen Illustrationen vorgesehen, einmal über der Erde, einmal in einer unterirdischen Kammer. Das Warnsystem soll erst installiert werden, wenn das Endlager voll und eine einhundertjährige Abklingzeit unter Kontrolle des US-Energieministeriums vergangen ist, nach der das Lager versiegelt werden soll. Dies ist für etwa 2133 vorgesehen. Daher ist völlig unklar, ob diese Planungen umgesetzt werden.

## Störfall vom Februar 2014

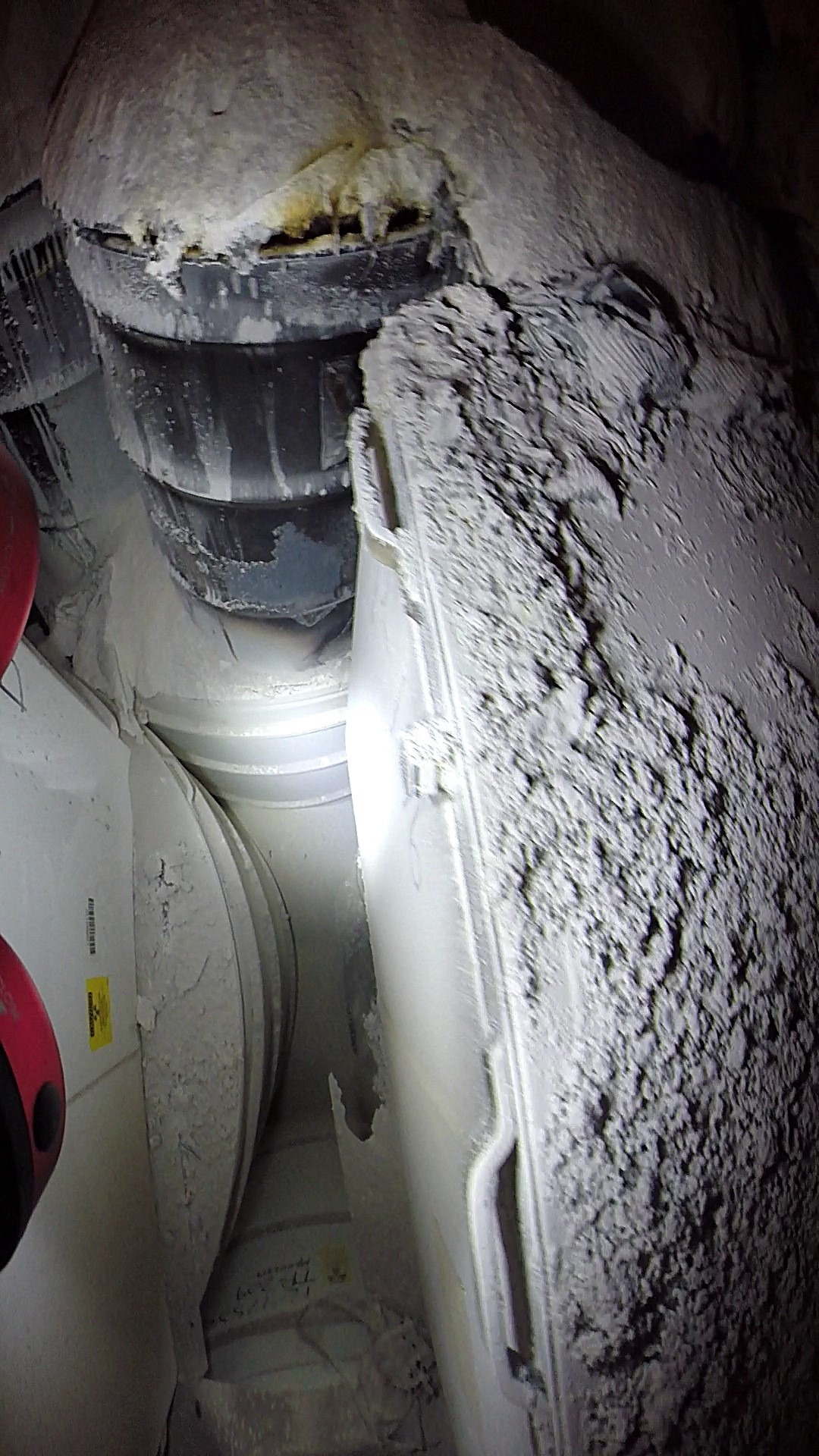
Bei dem Ereignis vom 14. Februar 2014 beschädigtes Fass.

Am 14. Februar 2014 wurden in den Kavernen erhöhte Radioaktivitätswerte gemessen, als keine Personen im Untergrund tätig waren. Die Einlagerung wurde gestoppt, das Energieministerium (DOE) begann mit einer Untersuchung. Es handelt sich um den ersten Störfall des WIPP. Bei 13 Mitarbeitern der Anlage wurde nachgewiesen, dass sie Americium oder Plutonium in sehr geringen Mengen eingeatmet haben, medizinische Maßnahmen wurden nicht für erforderlich gehalten. An der Oberfläche wurden leicht erhöhte Werte deutlich unterhalb der Gefahrenschwelle gefunden. In den darauffolgenden Tagen wurde die Zahl der betroffenen Arbeiter auf 21 korrigiert.
Zunächst wurde nach Angaben der DOE als Ursache die Beschädigung eines oder mehrerer Fässer aufgrund eines Deckeneinsturzes in einer der Kammern in Betracht gezogen. Auch ein Zusammenhang mit dem Brand eines Lastkraftwagens in der Anlage, der sich neun Tage vor dem Ereignis ereignet hatte, wurde in Betracht gezogen. Weitere Erkenntnisse deuteten jedoch darauf hin, dass eine fehlerhafte Befüllung eines der Fässer mit radioaktivem Abfall verantwortlich war: Zur Stabilisierung von Nitrat-Abfällen, die nicht austrocknen sollen, werden die Fässer üblicherweise mit anorganischer Katzenstreu aufgefüllt, um zu verhindern, dass die radioaktiven Inhaltsstoffe zu stark erhitzen. Offenbar wurde in mindestens einem Fall jedoch organische Katzenstreu verwendet, woraufhin es zu einer exothermen chemischen Reaktion in einem der Fässer kam und die Reaktionsgase den Fassdeckel von innen aufdrückten.
Der Vorfall stellte in Frage, ob das WIPP ein sicherer Ersatz für das Atommülllager Yucca Mountain in Nevada sein könne, um langfristig auch alle Abfälle aufzunehmen, die in kommerziellen US-Kernkraftwerken anfallen, was nach aktueller Gesetzeslage noch nicht gestattet ist. Die Kosten der Schadensbeseitigung, d. h. Dekontamination der unterirdischen Kammern und Reinigung des Lüftungssystems sollten bis zu 2 Milliarden Dollar kosten und die Verzögerung störte die Entsorgungsprogramme an diversen Standorten der US-Nuklearwaffenindustrie. Am 9. Januar 2017 wurde die Anlage nach knapp drei Jahren Aufräumarbeiten, die mit 500 Millionen Dollar deutlich weniger kosteten als prognostiziert, offiziell wiedereröffnet.